# Lee Eun-Hye
Lee Eun-Hye (en coreano: 이은혜; 2 de mayo de 1995) es una deportista surcoreana que compite en tenis de mesa. Participó en los Juegos Olímpicos de París 2024, obteniendo una medalla de bronce en el torneo de equipo.

## Palmarés internacional
| Juegos Olímpicos | Juegos Olímpicos | Juegos Olímpicos  | Juegos Olímpicos |
| Año              | Lugar            | Medalla           | Prueba           |
| ---------------- | ---------------- | ----------------- | ---------------- |
| 2024             | París (Francia)  | Medalla de bronce | Equipo           |